# Porta (Schiff, 1922)
Die 1922 fertiggestellte Porta des Norddeutschen Lloyd (NDL) gehörte zu der von der AG Vulcan in Stettin fertiggestellten Minden-Klasse. Fünf Schiffe wurden für den NDL gebaut, drei weitere für die Tochtergesellschaft Roland-Linie. Die Porta war das erste NDL-Schiff mit Turbinenantrieb.
1939 gehörte sie zu den Schiffen der Klasse, die verlängert wurden und eine neue Turbinenanlage erhielten.
Die Porta überstand den Zweiten Weltkrieg und wurde an die Niederlande abgeliefert. Der NDL kaufte 1955 sein ehemaliges Schiff zurück und brachte es als Trierstein wieder in Fahrt. 1961 wurde sie nach Panama verkauft und 1964 in Hongkong verschrottet.

## Einsatzgeschichte
Die Minden-Klasse war der erste Frachtschiffstyp, den der NDL nach dem Ersten Weltkrieg neu beschaffte. Drei Schiffe der Klasse erhielten einen herkömmlichen Antrieb mit einer Dreifach-Expansionsmaschine. Die beiden anderen Schiffe waren die ersten Schiffe des NDL mit Dampf-Turbinen- bzw. Diesel-Antrieb. Die drei für die Tochtergesellschaft Roland-Linie waren vom Basistyp und die Roland wurde als erstes Schiff der Klasse im Oktober 1921 in Stettin fertiggestellt. Die Schiffe des NDL sollten vor allem nach Brasilien zum Einsatz kommen, die der Roland-Linie zur Westküste Südamerikas.
Die nach der Porta Westfalica benannte Porta nahm den Namen eines 1919 fertiggestellten und nach Großbritannien ausgelieferten Ostasien-Frachters der Remscheid-Klasse auf, der 1927 doch noch als Lippe in den Dienst des NDL kam. Die beim Stettiner Vulcan unter der Baunummer 649 gefertigte Porta lief am 1. Dezember 1921 als viertes Schiff der Klasse vom Stapel und wurde am 11. April nach der Minden als zweites NDL-Schiff abgeliefert.
Sie war das erste Turbinenschiff des NDL, da sie abweichend von den drei vor ihr fertiggestellten Schiffen der Klasse mit einem von der Bauwerft gefertigten Getriebeturbinensatz ausgerüstet wurde. Dieser hatte nur eine Leistung von 1660 PSw gegenüber den 1800 PS der anderen Schiffe und ermöglichte eine Dienstgeschwindigkeit von 10,5 Knoten.

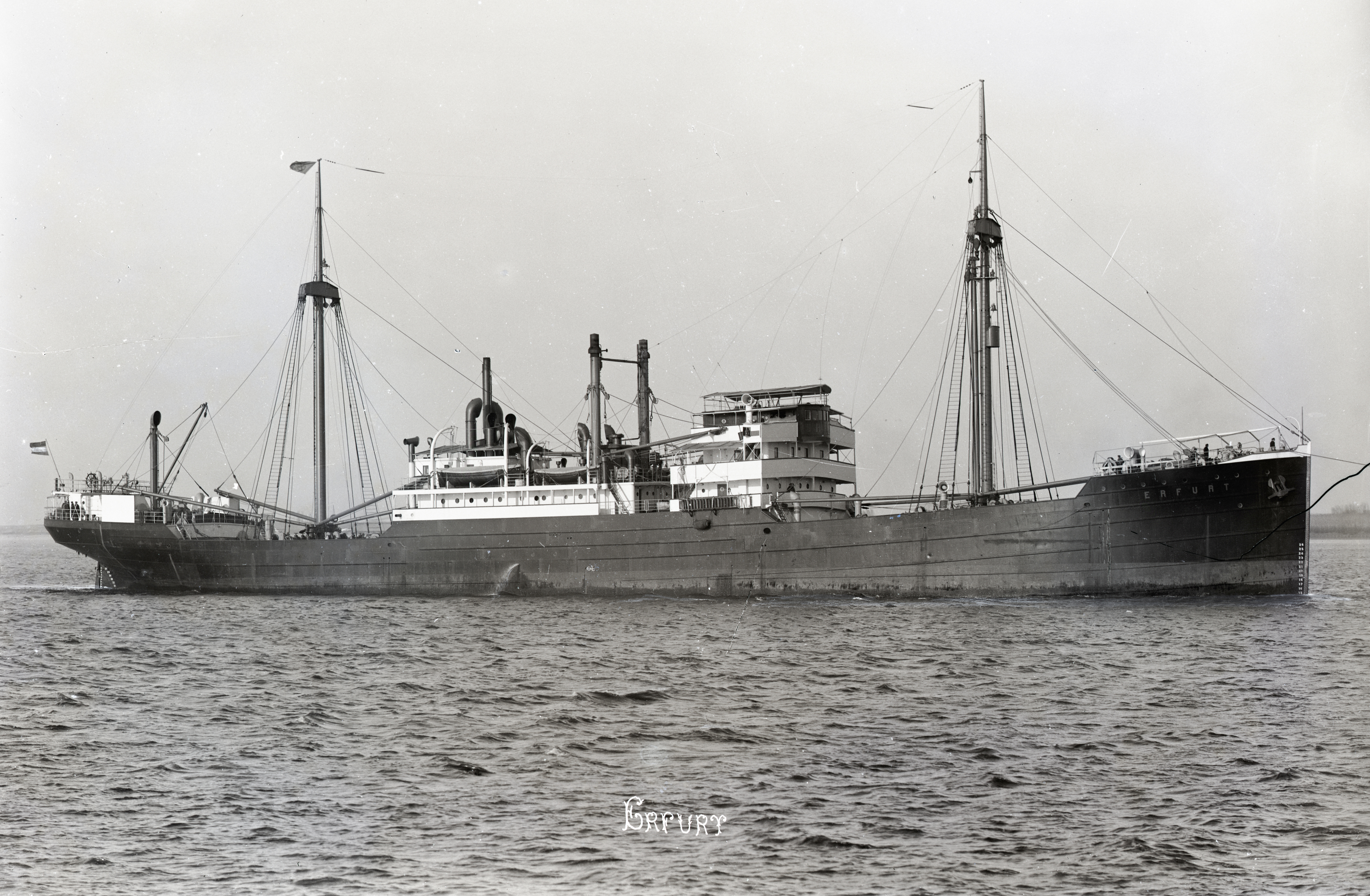
Das Motorschiff Erfurt

Die Porta wurde im Südamerikadienst eingesetzt und lief während ihrer Dienstzeit sowohl zur Ost- wie zur Westküste. Nach der Fusion mit der Roland-Linie zum Jahreswechsel 1925/1926 verfügte der NDL über acht Einheiten dieses Typs, von denen sich nur das erste Motorschiff des NDL, die Erfurt, äußerlich unterschied, da sie nach dänischem Vorbild keinen großen Schornstein erhalten hatte.
Im November 1934 wurde die Schwesterschiffe Nienburg und Atto der Hamburg-Bremer Afrika-Linie (HBAL) zur Verfügung gestellt. 1935 kollidierte die Eisenach (2) mit dem britischen Schlachtschiff Ramillies und wurde schwer beschädigt und nach Reparatur nach Bulgarien verkauft. Die vorhandenen Schiffe wurden, nach der Einrichtung eines 13. Kabinenplatzes, zu Passagierschiffen umklassifiziert. Ende des Jahres wurden die beiden bei der HBAL eingesetzten Schiffe wieder abgezogen und die Atto an die Deutsche Levante Linie abgegeben. Am 27. Mai 1936 erhielten die beiden ehemaligen Rolandschiffe (Roland, Alda) mit Hameln und Eisenach (3) auch Städtenamen.
Alle Schiffe der Klasse sollten künftig auf den neu geschaffenen Cross-Trade-Diensten des NDL zwischen Südamerika und Südafrika bzw. zwischen den Golfhäfen der USA und Australien oder Südamerika zum Einsatz kommen. Die Dampfschiffe sollten dazu modernisiert werden. Neben einer Verlängerung der Schiffe mit ausladendem Bug erfolgte der Einbau neuer AEG-Getriebeturbinen, die eine Geschwindigkeit von 14,5 kn möglich machten.
Die Porta wurde nach dem Muster der anderen Schiffe als fünftes Schiff ab 1939 in Danzig umgebaut. Durch das neue Vorschiff war sie dann 124,2 m lang, wurde mit 4341 BRT vermessen und hatte eine Tragfähigkeit von 7400 tdw. Die neuen Maschinen und Kessel entwickelten 4200 PSw und ermöglichten die 14,5 kn. Fertig wurde das Schiff allerdings erst nach dem Kriegsausbruch.
Das Schiff überlebte den Zweiten Weltkrieg.

### Nachkriegsgeschichte
Im August 1946 wurde das instandgesetzte Schiff an die Niederlande ausgeliefert, wo es als Walcheren für zwei Reedereien im Einsatz war. Im Mai 1950 erwarb die Reederei F.A. Vinnen in Bremen das Schiff. Nach Überholung im technischen Betrieb des NDL und Reduzierung der Antriebsleistung auf 2850 PS, was noch 13 kn Fahrt ermöglichte, setzte die Reederei das Schiff als Adolf Vinnen ein.
Der NDL charterte sein ehemaliges Schiff für die erste Reise eines Lloydschiffes nach Mittelamerika. Im Februar 1955 kaufte der NDL dann das Schiff und benannte es in Trierstein um. Es wurde neben dem Schwesterschiff Traunstein (ex Eisenach / Alda) eingesetzt, das vom NDL 1951 aus spanischem Besitz ersteigert worden war. Eigentümer der Schwesterschiffe war bis 1959 die Roland-Linie Schiffahrts-GmbH, die die Schiffe an den NDL vercharterte. Diese Konstruktion diente der Abwehr von Forderungen aus alten Auslandsverbindlichkeiten, vor allem beim Anlaufen von US-Häfen.
Im September 1961 wurde es dann nach Panama verkauft, wo es den Namen Amonea erhielt und bis 1963 im Dienst blieb, ehe es nach Hongkong zum Abwracken verkauft wurde, wo es im Januar 1964 eintraf.

## Die Schiffe derMinden-Klasse
| Stapellauf in Dienst | Name                         | Tonnage  | B.Nr. | Schicksal |
| -------------------- | ---------------------------- | -------- | ----- | --- |
| 1.10.1921 25.11.1921 | Minden                       | 4165 BRT | 648   | 1939 Umbau auf der Deutschen Werft, Hamburg, (4301 BRT, 14,5 kn), am 24. September 1939 nahe den Faröern durch britische Kreuzer versenkt |
| 25.03.1922 2.06.1922 | Nienburg (2)                 | 4154 BRT | 651   | 1934/1935 HBAL, 1938 Umbau auf der Deutschen Werft (4318 BRT, 14,5 kn), 8. April 1940 in Buenos Aires aufgelegt, dann nach Argentinien verkauft: Belgrano, ab 1943 Rio Juramento, 1963 Giuseppe, 1965 verschrottet                                                     |
| 20.07.1922 6.10.1922 | Eisenach (2)                 | 4159 BRT | 652   | 31. Oktober 1935 nach Bulgarien verkauft: Rodina, 19. September 1941 vor Burgas nach Minentreffer gesunken |
| 03.1923 06.1923      | Erfurt (2)                   | 4201 BRT | 653   | Erstes Motorschiff des NDL, nach Minentreffer 1944 auf der Danziger Werft verlängert und mit einer stärkeren Motorenanlage (4700 statt 1800 PS) versehen, am 20. März 1944 nach erneutem Minentreffer in der Ostsee gesunken                                           |
| 07.1921 .10.1921     | Roland (3) Hameln (2)        | 4174 BRT | 646   | 1921 Rolandlinie, 1926 NDL, 1936 umbenannt, 1939 Umbau auf der AG Weser (4351 BRT), September 1939 in Veracruz aufgelegt, Mai 1942 von Mexiko beschlagnahmt: Oaxaca, 26. Juli 1942 durch U 171 versenkt                                                                |
| 1921                 | Alda Eisenach (3) Traunstein | 4177 BRT | 647   | 1921 Rolandlinie, 1926 NDL, 1936 umbenannt, 1939 Umbau auf der AG Weser (4423 BRT), September 1939 in Puntarenas, Costa Rica, aufgelegt, März 1941 selbstversenkt, gehoben, 1942 Oceanica, nach Spanien verkauft, 1943 Ultramarino, 1951 wieder NDL, 1960 verschrottet |
| .02.1922 5.05.1922   | Atto Adana                   | 4176 BRT | 650   | 1922 Rolandlinie, 1926 NDL, 1934/1935 HBAL, 1935 DLL, 1936 umbenannt, September 1939 in Cagliari aufgelegt, 16. April 1941 vor Libyen durch britische Zerstörer versenkt                                                                                               |